# 盲点
盲点（もうてん、英: Blind spot, Scotoma）とは、脊椎動物の目の構造上、生理的に存在する暗点（見えない部分）の一つ。生理的な暗点なので生理的暗点とも言う。またフランスの物理学者エドム・マリオットにより発見されたため、マリオット暗点（マリオット盲点、マリオット盲斑）とも言う。盲点に相当する網膜上の部位は視神経円盤または視神経乳頭と呼ばれる。

## 歴史
視覚における欠損としての盲点は、フランスの物理学者、植物学者であり修道院長でもあったエドム・マリオットが1660年に発見し、4巻からなるEssais de physiqueの第2巻で発表したことから、マリオット暗点（仏: tache de Mariotte）とも呼ばれる。マリオットはフランス科学アカデミーの初代メンバー22人の一人でもある。
紀元前280年ごろ、解剖学の創始者の一人であったアレキサンドリアのヘロフィロスによってすでに網膜の構造は記載されていた。網膜（ラテン語: retina）という用語も彼が作ったものである。網膜の発見から機能について解明が進むまで、2000年近くを要したことになる。

## 盲点を「見る」には
```
 　　　　　　　　　　　×　　　　　　　　　　　　　　　　　　　◉
```

上図において、右目を閉じ左目だけで◉印を見ながら図に顔を近づけると、図と目の距離がある一定の値に達したとき、×印が見えなくなる。これは、×印が左目の盲点に投影され、視覚情報を入手できないことによる。

## 目の構造上の「盲点」

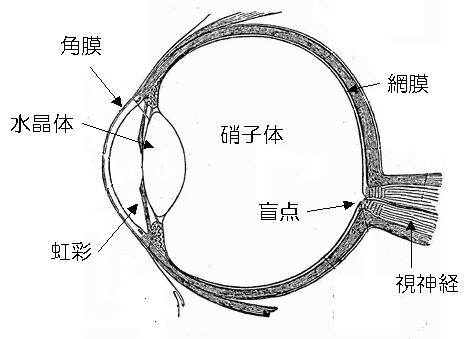
哺乳類の目の構造。矢状面の切断図

視覚情報は目の裏側の光受容体で捉えた光を電気信号に変換し脳で処理して得られるが、光受容体は均一に存在するわけではなく、中央部に多く周縁部になるほど少なくなり、全く存在しない部分もある。この光受容体が存在しないために電気信号が得られない部分を盲点といい、人の視界には左右の目あわせて2か所の盲点がある。
脊椎動物の網膜は前方（光が入ってくる側）に血管網、次いで神経線維のネットワークがあり、視神経は光を感じる細胞層を貫いて眼球の外に出て脳へと導かれるので、盲点の存在はある程度まではやむを得ない構造上の問題である。
視神経と網膜がこのような位置にあるのは、脊椎動物の発生において、眼球が間脳に由来するからである。まず間脳の一部が眼胞として体表側の方向に伸びていく。その後、眼胞に接した体表の細胞が水晶体板に分化する。次に水晶体をくるみこむように間脳の一部が内部に脳室を挟んでコの字形に変形する。最後に脳室が消失し、コの字の前方が視神経へ、後方が網膜へと分化していくからである。
目の発生過程が異なり、光を感じる細胞層が脊椎動物とは逆に最前面にある軟体動物の頭足類では盲点は存在しない。
脊椎動物の視神経が眼球から出ていく部位は各眼球の鼻側になり、網膜には外界の像が反転して映る（凸レンズの実像）ので、盲点は両目の耳側にくる。それは上の手順を左右逆転させ、右目で左の点を見ると確かめることができるであろう。

## 疾患
盲点すなわち神経乳頭は、通常も中央部が凹んでいる（陥凹）。この陥凹部がなんらかの原因により拡大する（視神経乳頭陥凹拡大）と同時に視野の狭窄などの緑内障の症状を呈する。これは神経乳頭を通過している網膜神経節細胞自体の死滅による減少の影響と考えられている。対症療法として、これ以上の病状の進行を遅らせる目的で、眼圧を測定して高ければ投薬などで下げるといった治療が行われる。しかし眼圧が正常であってもこのような症状を訴える患者が多いことが判明していることから、原因としては乳頭部の構造の脆弱性にあると考えられている。根本治療としての視神経の再生医療はまだ研究段階であり、これまでのところ症状を改善する医学的手段がないため、定期的な検診と早めの対処が肝要である。

## 盲点の補完

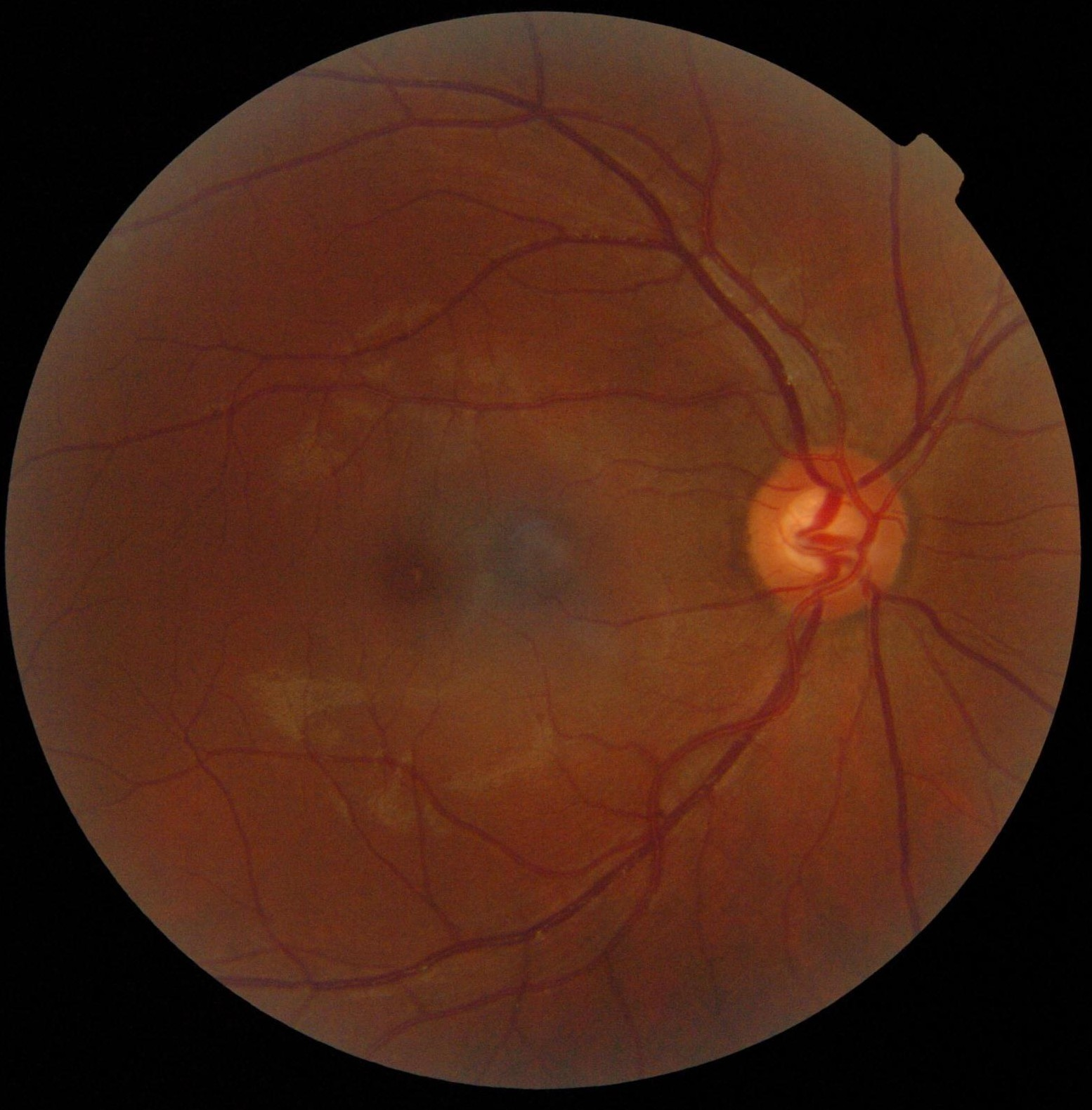
眼底写真　白い円形の部分が視神経乳頭（盲点）である。直径は約0.7mm。写真では網膜中心動脈が視神経乳頭から網膜の各部位に広がっている様子が分かる。中央に黒っぽく映っている部分は中心窩

盲点は網膜の中央に位置する中心窩（ちゅうしんか）から鼻側に約15度（5mm）ずれている。視角にして約5度で、長軸が垂直方向にある円に近い楕円形の形状をしている。5度とは1m離れたところにある直径8cmの円に相当する。
これほどの視覚情報が欠落しているにもかかわらず、さきほどの実験のような人工的な環境下でなければ、盲点の存在が意識にのぼることはない。これは、フィリングインと呼ばれる過程によって、盲点に対応する視野領域の情報が、盲点周辺の情報によって補完されているためである（外部リンクも参照）。
対象物を見る動作を行うと、目は解像度の高い中心窩をあちこちに移動させ、像を補正するためのサンプルを収集する。この動きをサッケードと呼び、最大で1秒に5回という速度で行われる。サッケードが行われている間、脳への視覚信号の流入は停止されるが、通常それを意識することはない。脳は集めたサンプルを使って途切れることのない鮮明な視覚を構成する。

## 日常用語としての盲点
本来の意味から転じて、「気づいて当然だったのに見落としていたものごと」を意味する。よって2つの意味があり、使い分けが必要となる。